# Olivier Lombard
 (mai 2022).
Si vous disposez d'ouvrages ou d'articles de référence ou si vous connaissez des sites web de qualité traitant du thème abordé ici, merci de compléter l'article en donnant les références utiles à sa vérifiabilité et en les liant à la section « Notes et références ».
Olivier Lombard, né le 25 avril 1991 à Poissy, est un pilote automobile français et entrepreneur, fondateur d'Hopium, marque française d'automobile 100% hydrogène.

## Biographie
Après avoir été pilote en karting de 2004 à 2008, Olivier Lombard pointe en sport automobile en 2009 en pilotant en Formule BMW Europe pour l'équipe EuroInternational et en Formule BMW USA.
Sa carrière s'oriente par la suite vers l'endurance automobile avec des engagements en Formule Le Mans et en Le Mans Series.
Il participe ensuite à l'Intercontinental Le Mans Cup 2011 ainsi qu'à la saison 2011 des Le Mans Series. Durant la même année, il connaît sa première participation aux 24 Heures du Mans au sein de l'équipe Greaves Motorsport. Il termine premier de la catégorie LMP2 et 8e au général, ce qui constitue son meilleur résultat dans l'épreuve.
Il est ainsi engagé en Championnat du monde d'endurance FIA 2012 avec l'équipe Signature Racing. Il participe de nouveau aux 24 Heures du Mans, engagement qu'il réitère en 2013. Durant cette même année, il pilote en Porsche Carrera Cup France et participe au Grand Prix automobile de Pau 2013.
L'année suivante, il pilote de nouveau en European Le Mans Series pour la saison 2014 et la saison 2016. Entre-temps, il concourt dans le Blancpain Sprint Series 2015.
Il devient également pilote d'essai du prototype Green GT LMPH2G de la Mission H24, en vue des 24 Heures du Mans du futur.
En 2019, il crée la start-up Hydrogen Motive Company (HMC) et la marque de voiture à hydrogène Hopium,. En juin 2021, à la semaine Viva Technology à Paris, il dévoile la Machina, une voiture à hydrogène recourant à la technologie de la pile à combustible alimentée par cette énergie. Elle est présentée comme ayant « une autonomie de 1 000 km grâce à son réservoir de 10 kilos d’hydrogène installé en forme de T sous le plancher et qui se recharge en trois minutes ».

## Résultats en compétition automobile

### Résultats aux 24 Heures du Mans
| Année | Équipe             | Équipiers                        | Voiture            | Classe | Tours | Pos. | Class Pos. |
| ----- | ------------------ | -------------------------------- | ------------------ | ------ | ----- | ---- | ---------- |
| 2011  | Greaves Motorsport | Karim Ojjeh Tom Kimber-Smith     | Zytek Z11SN-Nissan | LMP2   | 326   | 8e   | 1er        |
| 2012  | Signatech-Nissan   | Jordan Tresson Franck Mailleux   | Oreca 03-Nissan    | LMP2   | 340   | 16e  | 9e         |
| 2013  | Morand Racing      | Natacha Gachnang Franck Mailleux | Morgan LMP2-Judd   | LMP2   | 320   | 11e  | 5e         |